# Je cherche un pays...
Albums de Mama Béa
La Folle (album)
(1976)
Je cherche un pays... est le premier album studio de Mama Béa, sorti en 1971. 

## Historique
Mama Béa a publié ce premier album, en 1971, sous son propre nom Béatrice Tekielski. Tous les albums suivants le seront sous le nom de Mama Béa.
Mama Béa a écrit et composé toutes les chansons de cet album.
Cet album ressortira en CD en avril 1993.

## Liste des chansons
| 1. | Un homme a crié            | Béatrice Tekielski | 3:14 |
| 2. | Des heures légères         | Béatrice Tekielski | 3:02 |
| 3. | Le bois, l'argent, l'amour | Béatrice Tekielski | 3:18 |
| 4. | Pour m'y porte dormir      | Béatrice Tekielski | 2:22 |
| 5. | Un pays pas pareil         | Béatrice Tekielski | 2:54 |
| 6. | La route du progrès        | Béatrice Tekielski | 4:02 |

| 1. | Juive et noire                | Béatrice Tekielski | 4:05 |
| 2. | Le jardinier est mort         | Béatrice Tekielski | 3:38 |
| 3. | Chanson pour Colas Breugnon   | Béatrice Tekielski | 3:33 |
| 4. | Cet enfant que je n'aurai pas | Béatrice Tekielski | 2:20 |
| 5. | Pour un Monsieur tout gris    | Béatrice Tekielski | 3:07 |
| 6. | N'attendez rien de nous       | Béatrice Tekielski | 2:54 |

## Personnel

### Musiciens
- Béatrice Tekielski : chant, guitare
- Jean-François Gael : guitare,arrangements et direction musicale
- Jack Treese : guitare
- Teddy Lasry : flûte, piano, percussions
- Guy Boulanger : piano, orgue
- Patrice Caratini : basse
- Léo Petit : basse électrique
- Serge Biondi : batterie

### Autres
- Daniel Vallancien : ingénieur du son
- Jacques Liabot : photos
- Mickael : maquette de présentation
- Michel Bachelet : réalisation